# Academia de Estrellas
Academia de Estrellas (título original en inglés: Next Level) es una película de danza estadounidense escrita por Byron Kavanagh, dirigida por Ilyssa Goodman y producida por Kristi Kaylor y Lisa McGuire.

## Sinopsis
Un grupo de adolescentes compiten entre sí para obtener el galardón a mejor actriz mientras participan en Next Level, un curso artístico especializado en baile y en composición de canciones.

## Reparto
- Lauren Orlando como Kelly Hatcher[2][3]
- Emily Skinner como Cindy Stallings[2][4]
- Hayden Summerall como Connor Olson[2][5]
- Chloe East como Lucille "Lucy" Rizzo[2][6]
- Brooke Elizabeth Butler como Rebecca "Becky" Taylor[2][3]
- Ellarose Kaylor como Josefina "Josie" Parker[2][3]
- William Simmons como Travis Perkins[2][7]
- Jack Vale como director Bob[8]
- Teddi Mellencamp Arroyave como Sra. Stallings[8]
- Jamie Grace como entrenador
- Chloe Lukasiak como Jasmine Joel[2][3]

## Producción
El elenco, director, escritor y productores fueron anunciados el 24 de julio de 2018.

### Rodaje
El rodaje tuvo lugar entre julio y agosto de 2018.

## Estreno
La película se estrenó en cines el 6 de septiembre de 2019.